# Tomomi Mochizuki
Tomomi Mochizuki  (望月智充?, Mochizuki Tomomi), a volte erroneamente romanizzato come Tomomichi Mochizuki, (Hokkaidō, 31 dicembre 1958) è un animatore, regista e sceneggiatore giapponese, noto per aver collaborato con i più importanti studi di animazione giapponese, tra i quali Studio Ghibli, Nippon Animation e Pierrot.
Quando lavora alla stesura di sceneggiature e storyboard, utilizza lo pseudonimo di Gō Sakamoto (坂本郷?, Sakamoto Gō).

## Biografia
I suoi interessi nell'ambito dell'animazione iniziano durante gli studi universitari all'Università di Waseda, quando si unisce alla locale associazione universitaria di animazione. Nel 1981 inizia a lavorare per Ajia-do Animation Works e un anno dopo fa il suo debutto in qualità di direttore di produzione della serie anime Batticuore notturno - Ransie la strega. Continua a dirigere molti episodi di serie anime mahō shōjo tra cui L'incantevole Creamy dello studio Pierrot fino ad arrivare nel 1986 al ruolo di capo regista con La leggenda di Hikari, ruolo che dagli anni 90 lo porta a dirigere Ranma ½, gli OAV di Orange Road e il film televisivo Si sente il mare dello Studio Ghibli. In seguito dirige le serie Futatsu no Spica, Zettai shōnen e Il lungo viaggio di Porfi di Nippon Animation. Tra le sue ultime direzioni vi è la serie Sarai-ya Goyō prodotta per il contenitore televisivo noitaminA.

## Collaborazioni
- Absolute Boy: regia, storyboard
- Shinigami no Ballad: regia, storyboard, direzione di produzione, direzione effetti sonori
- Yūsha Shirei Daguon: regia, sceneggiatura (come Gō Sakamoto)
- Suishō no Hitomi no Shōnen: regia, storyboard
- Code Geass: Lelouch of the Rebellion: storyboard (come Gō Sakamoto)
- Chinpii: storyboard, direzione di produzione
- L'incantevole Creamy: regia episodi
- Doraemon: vari storyboard durante il periodo Ōyama
- Flash Dāti Pea Flash II: regia
- Flash Dāti Pea Flash III: regia, sceneggiatura (come Gō Sakamoto)
- Yakumo tatsu: regia, sceneggiatura (come Gō Sakamoto)
- Martina e il campanello misterioso: storyboard, direzione di produzione
- Koko wa Greenwood: regia, sceneggiatura
- La leggenda di Hikari: regia
- Saraiya Goyō: direzione serie, composizione, sceneggiatura e direzione del suono; sigla e storyboard/regia degli episodi 1 e 12
- Si sente il mare: regia
- I My Me! Strawberry Eggs: storyboard (come Gō Sakamoto)
- Kage Kara Mamoru!: direzione di produzione sigle di apertura e chiusura (come Gō Sakamoto)
- Orange Road (serie): regia
- Boku no Marī: regia
- Nintama Rantarō: sceneggiatura, storyboard, direzione di produzione
- Princess Nine: regia
- Pyūpa: regia
- Ranma ½: storyboard, direzione di produzione
- Seraphim Call: regia, sceneggiatura (come Gō Sakamoto)
- Superior Defender Gundam Force: regia episodi
- Twilight Q: regia
- Futatsu no Spica: regia, coordinatore serie, sceneggiatura, storyboard
- Yami to Bōshi to Hon no Tabibito: coordinatore serie
- Il lungo viaggio di Porfi: regia